# Емма (авторка коміксів)
Емма (фр. Emma) — французька феміністка, авторка коміксів та комп'ютерна інженерка.

## Біографія
Виросла в невеликому селі на 400 мешканців біля Труа. Її батьки — вчителі математики. Після навчання почала працювати комп'ютерною інженеркою.
Стала феміністкою у віці 30 років, після народження сина, коли зіткнулася з сексизмом та дискримінацією у приватному житті й на робочому місці.
У березні 2016 року відкрила блог Emmaclit, де почала публікувати комікси на теми поліцейського насильства, расизму тощо.
Емма не хоче оприлюднювати своє прізвище, щоб легше було знаходити роботу, але дозволяє фотографувати себе з відкритим обличчям.
У липні 2017 року її комікс «Треба було просто попросити», присвячений темі ментального навантаження, став вірусним у соціальних мережах. Після публікації коміксу питання організації домашньої праці почало обговорюватися у багатьох виданнях. Комікс переклали багатьма мовами, зокрема англійською, німецькою, італійською та японською.
Емма продовжує публікувати комікси на політичні та соціальні теми, зокрема про емоційну працю — концепцію, теоретизовану американською соціологинею Арлі Хохшильд у 1980-х роках.

## Твори
- 2017 : Un autre regard. Trucs en vrac pour voir les choses autrement, Paris, Massot éditions, 110 pp. ISBN 979-1097160036.
- 2017 : Un autre regard 2, Paris, Massot éditions, 112 pp. ISBN 979-1097160241.
- 2018 : La Charge émotionnelle et autres trucs invisibles, Paris, Massot éditions, 112 pp. ISBN 979-1097160357.
- 2019 : Un autre regard sur le climat, Paris, Massot éditions, 94 pp. ISBN 979-10-97160-82-1.
- 2019 : Des princes pas si charmants. Et autres illusions à dissiper ensemble, Paris, Massot éditions, 111 pp. ISBN 9791097160982.

### Переклади українською
- Влада кохання: комікс про емоційну працю [Архівовано 4 серпня 2020 у Wayback Machine.] // Спільне, 28 березня 2020.
- Достатньо однієї кризи [Архівовано 3 серпня 2020 у Wayback Machine.] // Спільне, 30 липня 2020.
- Зірочка: комікс про кліматичні зміни [Архівовано 6 грудня 2021 у Wayback Machine.] // Спільне, 6 грудня 2021.